# 21 Jump Street
Pour le film, voir 21 Jump Street (film).
Production
Diffusion
21 Jump Street  est une série télévisée américaine en 103 épisodes de 42 minutes, créée par Stephen J. Cannell et Patrick Hasburgh et diffusée entre le 12 avril 1987 et le 27 avril 1991 sur le réseau FOX. En France, la série a été diffusée à partir du 2 janvier 1990 sur TF1, dans la case de 13 h 35 précédant Club Dorothée.
Bien que située dans une ville inconnue de l'État de Washington (États-Unis), la série a été principalement tournée dans le nord de Vancouver (Colombie-Britannique, Canada). Elle a été l'une des premières grandes séries télévisées à utiliser Vancouver comme lieu de tournage et a aidé à établir la ville comme un centre de production cinématographique.

## Synopsis
Une brigade de police spéciale a établi ses quartiers dans une ancienne chapelle, au 21 Jump Street. À l'exception des capitaines Jenko et Fuller qui dirigent successivement la brigade, l'équipe est formée de tout jeunes policiers qui justement en profitent pour s'intégrer dans les milieux des « jeunes à problèmes ».

## Fiche technique
- Création : Stephen J. Cannell, Patrick Hasburgh
- Producteurs exécutifs : Steve Beers et Bill Nuss (saisons 1 à 4), Patrick Hasburgh (saisons 1 et 2) et David Levinson (saison 5)
- Musique : Holly Robinson Peete, Peter Bernstein, Michael Z. Gordon
- Chaîne d'origine : FOX
- Pays d'origine : États-Unis
- Genre : Série policière, action, Drame

Classification :
- États-Unis : TV-14
- France : Tout Public (premiers passages) et Déconseillé aux moins de 10 ans (derniers passages)

## Distribution
- Johnny Depp (VF : Mark Lesser) : Thomas « Tom » Hanson (saisons 1 à 4)
- Holly Robinson Peete (VF : Fatiha Chriette) : le sergent Judith « Judy » Hoffs
- Peter DeLuise (VF : Patrick Laplace) : Douglas « Doug » Penhall
- Dustin Nguyen (VF : Thierry Bourdon puis Thierry Wermuth) : le sergent Harry Truman Ioki (saisons 1 à 4)
- Richard Grieco (VF : Franck Capillery) : le détective Dennis Booker (saisons 3 à 4)
- Frederic Forrest (VF : Gérard Berner) : le capitaine Richard Jenko (saison 1, épisodes 1 à 5)
- Steven Williams (VF : Denis Boileau) : le capitaine Adam Fuller (à partir de l'épisode 6, saison 1)
- Michael Bendetti (VF : David Krüger) : Anthony « Mac » McCann (saison 5)
- Michael DeLuise  : Joseph « Joey » Penhall (saison 5)
- Tony Dakota : Clavo (saisons 3 à 5)

## Épisodes

### Première saison (1987)
1. Un commissaire pas comme les autres - 1re partie (21 Jump Street - Part 1)
2. Un commissaire pas comme les autres - 2e partie (21 Jump Street - Part 2)
3. Le rêve américain (America What a Town)
4. Pas touche au prof (Don’t Pet the Teacher)
5. Un avenir brillant (My Future’s So Bright, I Gotta Wear Shades)
6. La plus mauvaise soirée de votre vie (The Worst Night of Your Life)
7. Adieu Jenko (Gotta Finish the Riff)
8. Mauvaise influence (Bad Influence)
9. Les frères la terreur (Blindsided)
10. Tel père, tel fils (Next Generation)
11. Au creux de la vague (Low and Away)
12. Mannequin à vendre (16 Blown to 35)
13. Changement de leader (Mean Streets and Pastel Houses)

### Deuxième saison (1987-1988)
1. Garde à vue particulière (In the Custody of a Clown)
2. Tirez sur le dealer - 1re partie (Besieged - Part 1)
3. Tirez sur le dealer - 2e partie (Besieged - Part 2)
4. Cas de conscience (Two For the Road)
5. Une école un peu spéciale (After School Special)
6. Cours particulier (Higher Education)
7. L'arc-en-ciel n'a que sept couleurs (Don’t Stretch the Rainbow)
8. Le Code de l’honneur (Honor Bound)
9. Une leçon d'humilité (You Ought to Be in Prison)
10. Le revers de la médaille (How Much is That Body in the Window?)
11. Noël à Saïgon (Christmas in Saigon)
12. Debbie (Fear and Loathing With Russell Buckins)
13. Dernier envol (A Big Disease With a Little Name)
14. La Saint-Valentin (Chapel of Love)
15. Un ado en désintox  (I’m OK. You Need Work)
16. Légitime vengeance (Orpheus 3.3)
17. Haute protection (Champagne High)
18. L'enfant miraculé (Brother Hanson & the Miracle of Renner’s Pond)
19. Le sens du devoir (Raising Marijuana)
20. L'attrait de la mort (Best Years of Your Life)
21. Le mariage de Cory et Dean (Cory and Dean Got Married)
22. L'école est finie (School’s Out)

### Troisième saison (1988-1989)
1. Agression (Fun With Animals)
2. Les rangers (Slippin’ Into Darkness)
3. La valeur d’un homme (The Currency We Trade In)
4. Le coach de l’année (Coach of the Year)
5. Naître ou ne pas naître (Whose Choice is it Anyways?)
6. Une semaine en enfer (Hell Week)
7. L'ange et le dragon (The Dragon and the Angel)
8. Piquet de grève (The Blue Flu)
9. La zone (Swallowed Alive)
10. Et l'amour (What About Love?)
11. L'étranger (Woolly Bullies)
12. Le retour de l’abominable Russell Buckins (The Dreaded Return of Russell Buckins)
13. Le déserteur (A.W.O.L.)
14. Némésis (Nemesis)
15. Père et fils (Fathers and Sons)
16. Pour l'amour de l’art (High, High)
17. Un toit d'étoiles (Blinded by the Thousand Points of Light)
18. Prochaine victime (Next Victim)
19. La guerre des gangs : 1re partie (Loc’d Out - Part 1)
20. La guerre des gangs : 2e partie (Loc’d Out - Part 2)

### Quatrième saison (1989-1990)
1. La voix de la justice (Draw the Line)
2. Quitte ou double (Say it Ain’t So, Pete)
3. Premier amour (Eternal Flame)
4. Les travailleurs de l’ombre (Come from the Shadows)
5. Désordre et insécurité (God is a Bullet)
6. Le fantôme de Jump Street (Old Haunts in a New Age)
7. Défi mortel (Out of Control)
8. Viol consenti (Stand by Your Man)
9. Le crime ne paie pas (Mike’s P.O.V.)
10. Gros cubes et gros sous (2e partie du crossover avec Booker : Wheels and Deals)
11. Une famille perturbée (Parental Guidance Suggested)
12. À qui la faute ? (Things We Said Today)
13. La journée des clefs (Research and Destroy)
14. Amours féminines (A Change of Heart)
15. Nos jeunes années (Back from the Future)
16. Peine capitale (2245)
17. Géants avant la lettre (Hi Mom)
18. Vive les vacances (Awomp-Bomp-Aloobomb, Aloop Bamboom)
19. La Bizca (La Bizca)
20. L'école de la dernière chance (Last Chance High)
21. Invalide mais pas incapable (Unfinished Business)
22. Le souffle nouveau (Shirts and Skins)
23. Comment j'ai sauvé le sénateur (How I Saved the Senator)
24. Kidnapping et tendresse (Rounding Third)
25. C'est Noël toute l’année (Everyday is Christmas)
26. Panne d'électricité (Blackout)

### Cinquième saison (1990-1991)
1. Le tunnel de l’amour (Tunnel of Love)
2. Le chemin des écoliers  (Back to School)
3. Le programme copain (Buddy System)
4. Danger poison (Poison)
5. Rendez-vous avec la mort (Just Say No! High)
6. Frangins (Brothers)
7. Ce n'est pas une colonie de vacances (This Ain’t No Summer Camp)
8. La petite amie du footballeur (The Girl Next Door)
9. Diplôme à vendre (Diplomas for Sale)
10. Entre la vie et la mort (Number One with a Bullet)
11. La loi du plus fort (Equal Protection)
12. L'éducation de Terry Carver (The Education of Terry Carver)
13. Baby blues (Baby Blues)
14. Portée disparue (Film at Eleven)
15. Au nom de l’amour (In the Name of Love)
16. L'échappatoire (Coppin' Out)
17. Le signe de la bête (Under The Influence)
18. Prise entre deux feux (Crossfire)
19. La rivière désenchantée (Wasted)
20. Sur le ring (Bad Day at Eagle Rock)
21. Les frangines (Homegirls)
22. Une deuxième chance (Second Chances)

## Commentaires

### Contexte et impact
Les thèmes abordés dans la série sont similaires à ceux de beaucoup de séries américaines destinées aux adolescents de la fin des années 1980 ou du début des années 1990 : crimes, alcoolisme, consommation de drogue, affaires liées au sexe, etc. Chaque épisode délivre à la fin une réponse morale au problème évoqué.
C'est cette série qui a contribué à faire connaître l'acteur Johnny Depp dans le monde entier. Son départ de la série a certainement favorisé la chute d'audience de la saison 5.
Une série dérivée est née de 21 Jump Street : Booker.
Le film Une nuit au Roxbury (A Night at the Roxbury), de John Fortenberry, 1998, fait référence plusieurs fois à la série 21 Jump Street.
L’ultime saison n’a pas été diffusée par la FOX. Annulée par la chaîne, la série a été proposée en syndication.
En novembre 2002, Paramount avait envisagé de faire un long-métrage basé sur la série, mais le projet n'a jamais vu le jour.
Une adaptation sur grand écran, réalisée par Phil Lord et Chris Miller est sortie en 2012. Le film est suivi de 22 Jump Street deux ans plus tard.

## Distinctions
- Imagen Award 1988 : Meilleure série télévisée dramatique [2].
- Young Artist Award 1988 : Meilleur jeune second rôle dans une série dramatique pour Billy Jayne [2].

## Produits dérivés

### DVD
L'intégrale de la série a été éditée en DVD en zone 1. En zone 2, la série est intégralement disponible au Royaume-Uni, aux Pays-Bas, en Belgique, en France et en Allemagne.
| Nom du coffret                                | Nombre d'épisodes | Date de sortie (France et Belgique francophone] |
| --------------------------------------------- | ----------------- | ----------------------------------------------- |
| 21 Jump Street : L'intégrale de la 1re saison | 13                | 24 mars 2009                                    |
| 21 Jump Street : L'intégrale de la 2e saison  | 22                | 22 septembre 2009                               |
| 21 Jump Street : L'intégrale de la 3e saison  | 20                | 24 novembre 2009                                |
| 21 Jump Street : L'intégrale de la 4e saison  | 26                | 23 mars 2010                                    |
| 21 Jump Street : L'intégrale de la 5e saison  | 23                | 27 juillet 2010                                 |